# Sophie de Vos
Sophie de Vos, née en 1972, est une personnalité politique belge. Depuis le 29 mars 2022, elle occupe la fonction de bourgmestre de la commune d'Auderghem.

## Carrière

### Échevine (2012-2022)
Sophie de Vos commence sa carrière politique en 2006 en se présentant aux élections de sa commune, Auderghem. 
Elle est élue échevine en 2012.

### Bourgmestre (2022-)
Le 29 mars 2022, elle prête serment et succède à Didier Gosuin.